# Sirembo jerdoni
Sirembo jerdoni är en fiskart som först beskrevs av Day, 1888.  Sirembo jerdoni ingår i släktet Sirembo och familjen Ophidiidae. Inga underarter finns listade i Catalogue of Life.